# County Hospital (film din 1932)
Spitalul Municipal (în engleză County Hospital) este un film de comedie cu Stan și Bran, lansat în 1932. El are o durată de 18 minute și era format din două role. Filmul a fost regizat de James Parrott, produs de Hal Roach și distribuit de Metro-Goldwyn-Mayer. 

## Rezumat
Bran este internat în spital, având piciorul rupt, în ghips. El este vizitat de Stan, care îi aduce ouă fierte și nuci. 
Stan află, că Bran este internat în spital, având piciorul rupt, în ghips. Ajunge cu mașina la spital, și când să oprească mașina, aceasta scoate zgomote ciudate! vede un mesaj pe care scrie liniște, aici e spital! oprește mașina, coboară și din nou acesta se sperie de zgomot, continuă să meargă și intră în spital, cu scopul de a-l scoate pe Bran din spital eventual, problema este ca nu știe exact unde este cabinetul lui. Se interesează la una din asistente, care îi spune că este sus la etaj, undeva pe la solariu. Stan merge în continuare în spital, dar nu găsește cabinetul, unde ar fi Bran. Se găsește cu o altă asistentă, care ținea un prunc înfășat, care îl întreabă, ce căutați mai exact? Stan îi răspunde asistentei, îl caut pe domnul Hardy, aceasta îi explică din nou, ca și cealaltă asistentă anterior, e sus la etaj, undeva pe la solariu. Stan tot nu pricepe, și continuă să meargă în continuare, se găsește cu o altă asistentă, care îi spune, că este la sus la etaj, undeva pe la solariu. Stan continuă să meargă, dar se lovește de o țâșnitoare care îl stropește cu apă pe față, se șterge pe față, și continuă drumul prin spital. În final găsește, salonul unde este internat Bran, fluieră, ciocănește la ușă, și Bran îi spune intră! acesta citea ceva, o carte mai exact, și intră Stan, pe ușă! acesta îi spune exact scopul vizitei sale, dar întâi îl întreabă cum se simte, acesta spune că bine, nu se aștepta să vină astăzi la el, în vizită la spital. Acesta îi spune că nu avea nimic altceva de făcut, și m-am gândit să trec să te văd. Bran îi mulțumește pentru vizită, iar Stan spune, cu plăcere. Stan vine spre Bran, cu un pachet pregătit pentru el, ca să mănânce ceva, Bran întreabă, ce ai acolo? Stan îi spune, niște ouă tari și nuci... Bran îi spune, știi bine că nu pot mânca ouă tari fierte, și nuci!. Tot Bran spune că, dacă tot voiai să-mi aduci ceva, de ce n-ai adus bomboane? Stan îi spune, costă prea mult. Bran spune apoi, 
și ce dacă? Stan îi spune, nu mi-ai dat banii pe ultima cutie cu bomboane pe care ți-am adus-o. Bran prefera să nu spună nimic, și totuși o face! Stan spune, vrei?
Bran spune, nu, mai bine nu... ouă fierte și nuci... Stan începe să scoată, un ou fiert din pachet, și îl curăță întâi de coajă, apoi Bran se uită, cu milă la el, dar Stan continuă, să mănânce din el, termină primul ou, după care se pregătește să îl înceapă pe al doilea, înainte de asta se scarpină puțin în cap, și își pune pălăria înapoi pe cap, doar că scapă oul pe care l-a pus pe masă, și cade pe un ulcior de apă, care îl stropește pe Bran, Stan se apleacă să i-a ulciorul cu apă, să scoată oul de acolo, dar Bran îl ceartă și îi spune, nu băga mâna acolo! eu beau apa aia! Stan apoi, toarnă din ulciorul cu apă, într-un pahar de apă, care era lângă ulciorul de apă, apoi când să scoată oul din paharul cu apă, să îl șteargă, trage de cârpa, pe care era pusă paharul și ulciorul cu apă, și curge apă pe jos, după care Bran nervos, i-a plosca și îi dă cu ea, în cap lui Stan. Stan își freacă capul, și își pune pălăria înapoi pe cap, și apare și doctorul care spune, bună dimineața! ce mai face micul meu pacient? doctorul e pus pe glume, până și Bran e glumeț, și îl prezintă doctorului, pe prietenul lui, Stan. Doctorul îi spune, sper că te simți bine. Stan spune după aceea, mulțumesc, doamnă în loc să spună mulțumesc domnule. Doctorul o i-a în serios, iar Bran îi spune, să înceteze cu prostiile.
Bran încearcă, să îi spună doctorului, că Stan e plin de glume astăzi. Dar doctorul preferă să rămână serios. După aceea, asistenta șefă Wallace îi ordonează asistentei Smith să îi facă injecția pacientului din salonul 22. Bran întreabă doctorul, cam cât va mai trebui să stea în spital? doctorul îi spune apoi, că aproximativ încă vreo două luni. Bran spune apoi, minunat! e prima dată în viața mea când mă odihnesc așa de bine. Dar Stan, vede o tracțiune care îi ținea ridicat piciorul în ghips al lui Bran, Stan ridică acea tracțiune, și piciorul în ghips al lui Bran, îl lovește pe doctor. Doctorul nervos, își pune mâinile în cap, și se duce către Stan, și
îi spune, lasă aia jos! doctorul o i-a in schimb, dar nu are stabilitate, și astfel cade pe geam, afară. Iar Bran este ridicat, până sus de tavan, cu piciorul în ghips. Bran, strigă, da-mă jos! ajutor! piciorul meu! Stan încearcă, să îi ajute pe amândoi, dar doctorul este în continuare lăsat jos. Iar Bran, urlă de durere! doctorul nu reușește să se ridice înapoi, deși incearcă, dar Stan nu îl poate ajuta, numai pe el! trebuie să îl ajute, și pe Bran, care strigă în continuare, dă-mă jos! Stan e foarte speriat, nu știe ce să facă mai repede, Stan trage, ca să îl aducă pe doctor, înapoi sus! dar acesta, eșuează din nou! mai încearcă o dată, încă o dată, dar când să încerce și a treia oară, se rupe ața de la tracțiune, și Bran cade cu tot, cu piciorul în ghips, pe spate și își distruge patul, Stan reușește să îl tragă pe doctor înapoi sus, dar între timp mai apăruseră o asistentă, și un alt doctor, asistenta lasă injecția pe un suport, iar Stan reușește și îl aduce pe doctor înapoi sus, și acesta îl ceartă pe Stan, care îi spune, uite ce-ai făcut! asistenta spune, domnule doctor... doctorul spune apoi, poți pleca! plecați. e foarte jenant... cât despre tine, ia-ți hainele și pleacă de aici imediat! ai priceput? Bran și Stan, răspund amândoi, am înțeles! doamnă! Bran se uită la Stan, supărat și spune, nu aveai altceva de făcut, și te-ai gândit să vii să mă vezi... pentru prima oară în viața mea, eram și eu liniștit... și te-ai găsit tu să vii și să strici totul! Bran se abține să nu îi dea una lui Stan, dar până la urmă, îi dă una pe la bărbie. Bran spune, adu-mi hainele! ouă fierte și nuci... Bran strâmbă din față, iar Stan s-a dus, să îi aducă hainele lui Bran, dar iar face tâmpenii, stinge lumina unde stau hainele, și a scos becul cu totul. Bran rămâne uimit de prostiile lui Stan, Bran îi ordonă lui Stan să inchidă dulapul cu haine, și el închide dulapul cu totul. Apoi se duce, cu hainele la Bran, și începe, să îi pună pantalonii lui Bran, însă când să facă asta, adică să îi ridice piciorul în ghips a lui Bran, Bran se lovește cu piciorul în ghips, de balamalele de la pat, Bran îi spune lui Stan, nu le putem pune peste piciorul ăla. Bran îi spune lui Stan, dă-mi foarfecele să tai piciorul... piciorul pantalonului, vreau să spun... Stan se apucă să taie, un crac de la pantaloni, i-a pus piciorul la unul, a mers, dar nu suficient, Bran îi ordonă chiar el, lui Stan, să îi aducă foarfecele, spune, dă-mi foarfecele! după care intră unul din pacienții din spital, colegul de suferință din spital al lui Ollie, beat și spune, felicită-mă, domnule Hardy. Doctorul spune că pot pleca. Bran apoi spune, minunat. Și eu plec. apoi colegul de suferință din spital al lui Ollie, beat și spune, Cât de frumos! Bran apoi îi spune lui Stan, dă-mi foarfecele! apoi colegul de suferință din spital al lui Ollie, beat și spune, Hardy, bătrâne, ce spui? Bran spune, despre ce? apoi colegul de suferință din spital al lui Ollie, beat și spune, mi-am pus din greșeală pantalonii dumitale. Apoi colegul de suferință din spital al lui Ollie, beat și spune, Ia te uită! ambii craci de la pantalonii lui, au fost tăiați, ca să îi poată încăpea lui Bran, picioarele! Bran se uită, supărat la Stan, că a încurcat pantalonii, și nu i-a adus pe ai lui! după care Stan, imita un gest care dădea de înțeles că asta este a greșit, dar se așează pe seringa, care o adusese asistenta pentru Bran! și acesta îi sare imediat pălăria din cap, după care îi rămâne săgeata lipită de fund, pe asistentă o apucă râsul teribil, după care Stan, zâmbește, iar Bran se uită la el, supărat, după aceea asistenta Smith, o roagă pe asistenta șefă Wallace, să umple seringa din nou... fiindcă Stan, care l-a vizitat pe Bran, la salonul 14, s-a așezat pe ea. Pe asistenta șefă Wallace, o apucă râsul, legat de chestia asta, spunând o să doarmă o lună, după care Stan și Bran, au scăpat din spital, și se pregăteau, să urce în mașină. Lui Stan i se face somn, astfel că Bran, îl întreabă, stai putin! conduc eu! până la urmă, conduce Stan, fiindcă Bran s-a hotărât, să stea în spate! stai asa! o să stau aici. Așa că Stan, se urcă la volan, dar nu poate să conducă, ca e prea obosit, după care Bran, îl lovește cu ghipsul, și spune, haide! să mergem! Stan pornește cu mașina, numai că în timpul mersului, nu e tocmai atent, și Bran îi atrage atenția, să fie mai atent, trec pe lângă un funicular, Stan apoi o i-a aiurea, Bran e speriat, și îi atrage iar atenția, de ce nu ești atent!, Stan continuă să conducă, dar nu întoarce, Bran îi spune, întoarce! uită-te pe unde mergi! merg ce merg, dar mașina o i-a într-o parte, Stan o întoarce, și continuă să meargă în continuare, rotește volanul în dreapta și în stânga, dar se lovesc de un metrou! lumea vine să vadă ce s-a întâmplat, și ofițerul îndepărtează convoiul de lume, și apoi le ordonă, să scoată mașina aia de aici, și trageți pe dreapta acolo. Vreau să vorbesc cu voi. Stan întoarce mașina pe dreapta însă e prea boțită, și in final ofițerul le dă, o amendă! că nu au trecut când trebuia!.

## Distribuție
- Stan Laurel - el-însuși (Stan)
- Oliver Hardy - el-însuși (Bran)
- May Wallace - asistenta șefă Wallace (necreditat)
- Estelle Etterre - asistenta Smith (necreditat)
- William Austin - colegul de suferință din spital al lui Ollie (necreditat)
- Belle Hare - asistentă (necreditat)
- Lilyan Irene - asistentă (necreditat)
- Dorothy Layton - asistentă (necreditat)
- Sam Lufkin - polițist (necreditat)
- Baldwin Cooke - subofițer sanitar (necreditat)
- Ham Kinsey - subofițer sanitar (necreditat)
- Frank Holliday - vizitator (necreditat)
- Billy Gilbert - doctorul (necreditat)

## Semnificație culturală
Locațiile din film au fost: spitalul, fațada intrării din față a orașului Culver, hala orașului construită pe bulevardul 9770 Culver. A fost folosită în film ca 
exterior pentru spitalul municipal, unde Stan Laurel făcea o vizită neașteptată lui Bran. Fațada hălii orașului, a fost salvată ca frontispiciul de sine stătător, care în 1995 a fost înlocuit/dărâmat. Filmările locației unde la final, Stan îl scoate pe Bran din spital, cu mașina, au fost pe bulevardul Culver, Duquesne Avenue, Tilden Avenue, bulevardul Washington, West 48th Street, și Second Avenue. De asemenea și County Hospital, beneficiază de o versiune color, atât în limba engleză, cât și în alte limbi, majoritatea filmelor cu Stan și Bran, au fost numai în format alb negru, adică original. Nu beneficia înainte și de o variantă color, dar pentru că tehnologia avansa în timp, s-a dorit și varianta mai color, a acestor filme clasice, care speră să încânte bucuria la fel de mult, și generațiilor următoare.   